# Soufli
Soufli (græsk: Σουφλί) er en by i den regionale enhed Evros i periferien Østmakedonien og Thrakien i Grækenland, kendt for silkeindustrien, der blomstrede der i det 19. århundrede. Byen ligger på den østlige skråning af profeten Elias' tvillingebakker, en af de østligste udløbere på Rhodope-bjergene. Den er beliggende i centrum af Evros regionale enhed, 65 km nord for Alexandroupoli og 50 km sydvest for Orestiada, på græsk nationalvej 51/E85, som forbinder Alexandroupoli med Edirne og den bulgarske grænse ved Ormenio. Byens centrum ligger kun 500 m fra flodenEvros/Maritsa. Soufli er sæde for kommunen af samme navn.

## Historie
Arkæologiske fund og grave fundet i området bekræfter, at der har været en boplads på stedet i den hellenistiske periode. Den første registrerede omtale af Soufli dateres til ca. 1667, da den osmanniske rejsende Evliya Çelebi rapporterede, at det var en stor landsby fri for beskatning. Han henviser til den med dets tyrkiske navn Sofulu, en appellation, der sandsynligvis stammer fra et nærliggende dervishkloster. En anden version tilskriver imidlertid oprindelsen af navnet til en byzantinsk godsejer kaldet 'Souflis'. Fra det 19. århundrede blev Soufli et administrativt centrum i en rig provins med næsten 60.000 indbyggere, der strækker sig på begge sider af Evros-dalen. Som et af de få befolkningscentre i regionen blev Soufli et vigtigt handelscenter. Fra optegnelserne fra det græske konsulat i Adrianopel fremgår det, at der i 1858 var en lærerskole i Soufli. Mellem 1870 og 1880 udviklede Soufli sig betydeligt. Byggeriet af jernbanen og banegården (1872) bidrog til dens økonomiske udvikling.
Samtidig bidrog opdagelsen af en metode til at bekæmpe kokonsygdomme af Louis Pasteur til den hurtige udvikling af silkeavl (serikultur). I 1877 anslås antallet af indbyggere i Soufli til at være omkring 4.680. I 1900 var befolkningen steget til 10.000 indbyggere, og i 1908 til 12.000–13.000 indbyggere. Sammen med sin betydning som handelscenter blev Soufli også anerkendt som et vigtigt håndværkscenter. Byens vognmagere, der forsynede hele regionen Thrakien med oksekærrer, berømt for deres exceptionelle stabilitet. Den næstvigtigste industri i Soufli, ved siden af serikultur, var vinavl . Vinproduktionen i Soufli i det 19. århundrede var lige under 2.000.000 liter. Udviklingen af serikultur og udbredelsen af dyrkningen af morbærtræer, der fulgte, resulterede imidlertid i en reduktion af den jord, der var afsat til vinstokke. Men serikultur var, selv om det var populært, ikke det eneste erhverv. Det blev anset for at være mere en sidelinje og sæsonbestemt beskæftigelse. Den var kommet ind i alle huse i Soufli, og i løbet af de to måneder af maj og juni optog den bønder, købmænd og håndværkere og gav betydelige indtægter.
Soufli, der er kendt som Silkebyen, er også berømt for sin vin, tsipouro (en lokal stærk alkoholisk drik) og tilberedt kød.

### Kulturel opblomstring
Sammen med den økonomiske udvikling kom der en sociokulturel opblomstring og indbyggernes intellektuelle niveau blev hævet. Før midten af det 19. århundrede var de to kirker Saint George og Saint Athanassios allerede bygget og står stadig i byen. Omkring 1860 oprettedes Borgerskolen (i dag er det byens Anden Folkeskole), og i 1880–82 byggedes Souflis Pigeskole.
Opfindelsen af syntetisk silke og faldet i priserne på kokoner har ført til serikulturens tilbagegang. Morbærtræer bliver færre og færre, og efter gentildelingen af jord er de næsten forsvundet. Serikulturens tilbagegang har i kombination med manglen på industrivirksomheder tvunget befolkningen til at flytte mod byområder eller endda til udlandet.
Soufli blev ramt af oversvømmelser i dets lavtliggende områder i 1960'erne, 1998, 2005 og 2006.

## Kommunen
Kommunen Soufli blev dannet ved kommunalreformen i 2011 ved sammenlægning af følgende 3 tidligere kommuner, der blev til kommunale enheder:
- Orfeas
- Soufli
- Tychero

Kommunen har et areal på 1325,7 km2, byen er på 462,04 km2.

## Provins
Provinsen Soufli (græsk: Επαρχία Σουφλίου) var en af provinserne i Evros-præfekturet. Dens territorium svarede til de nuværende kommunale enheder Soufli og Tychero og landsbyerne Peplos og Trifylli. Den blev nedlagt i 2006.